# Jun Ichimori
Jun Ichimori (一森 純 Ichimori Jun?), född 2 juli 1991 i Osaka prefektur, är en japansk fotbollsspelare.
Ichimori började sin karriär 2014 i Renofa Yamaguchi FC. Han spelade 92 ligamatcher för klubben. 2017 flyttade han till Fagiano Okayama.